# Лопата
Лопата је алат која се користи у домаћинствима. Састоји се од ручке и сечива. Ручка се најчешће прави од дрвета или ојачаног стакла-пластике. Сечиво мора бити од чврстог материјала најчешће неког метала као што је челични лим или тврде пластике. Има велику употребу у пољопривреди, грађевинарству и вртарству.
Већина лопата су ручни алати који се састоје од широког сечива причвршћеног за дршку средње дужине. Оштрице лопате су обично направљене од челичног лима или тврде пластике и веома су јаке. Дршке лопате се обично праве од дрвета (посебно специфичних сорти као што су јасен или јавор) или пластике ојачане стаклом (фиберглас).
Оштрице ручне лопате направљене од челичног лима обично имају пресавијени шав или поруб позади како би се направила утичница за дршку. Овај преклоп такође често пружа додатну крутост сечиву. Држаља су обично причвршћене заковицама. Т-комад се обично поставља на крај ручке да би помогао прихват и контролу где је лопата дизајнирана за померање земље и тешких материјала. Сви ови дизајни могу се лако масовно произвести.
Термин лопата се такође односи на веће машине за ископавање које се називају моторне лопате, које служе истој сврси – копање, подизање и померање материјала. Иако су такве модерне моторне лопате као што су предњи утоваривачи и багери (укључујући тракторе који имају кашику за утовар на једном крају и ровокопач за копање и постављање материјала на другом) проистекле из парних лопата и обављају сличан посао, оне се не класификују као лопате.
Ручне лопате су прилагођене за мноштво различитих задатака и окружења. Могу бити оптимизоване за један задатак или дизајниране као унакрсне или компромисно вишенаменске. Веома су корисне у пољопривреди.

## Намена
Због велике површине сечива најподеснија је за пребацивање веће количине растреситог материјала као што су песак, угаљ, снега и слично, мада се може користити и за скупљање растреситог материјала. За различите потребе лопате могу бити и различитог дизајна и димензија. Најчешће је у употреби лопата која се састоји од дрвене ручке и широког металног сечива, и која се користи у грађевинске сврхе као и у пољопривреди. Лопате мањих димензија могу да се користе у вртовима, док се пластичне лопате користе за чишћење и као такве се могу наћи под називом ђубровник.

## Историја
Постоје докази да се још у раном неолиту користили животињску лопатицу као оруђе за рад. Касније су се правиле од дрвета. Користиле су се пре свега у рудницима, и у њима је била основна алатка све до индустријског доба. Током друге индустријске револуције крајем 19.века тешке машине и булдожери су коначно заменили лопате. Од тада лопате се користе пре свега у домаћинствима као и грађевинарству, а врло мало у индустрији и то више као помоћно средство.
Каснији проналазак наменских лопата био је револуционарни развој. Ручно откопавање, често у комбинацији са пијуком, било је главно средство ископавања у грађевинарству све док механизација помоћу парних лопата и касније хидрауличне опреме (багери као што су ровокопачи и утоваривачи) постепено није заменила већину ручног лопатања. Исто важи и за историју вађења руда и камена и руковања расутим материјалима у индустријама као што су производња челика и лучки претовар. Жељезнички вагони и складишта за терет који су садржавали руду, угаљ, шљунак, песак или житарице често су се утоваривали и истоварали на овај начин. Ове индустрије се нису увек ослањале искључиво на такав рад, али је такав рад био њихов свеприсутни део. Све до 1950-их, ручно лопатање запошљавало је велики број радника. Групе радника зване 'радничке банде' биле су распоређене на било ком копању или руковању расутом материјалом које је било потребно у било којој датој недељи, а десетине или стотине радника са ручним лопатама радили би ову врсту брзог ископавања или руковања материјалом који се данас обично постиже помоћу електричног погона багерима и утоваривачима којима управља неколико обучених оператера. Стога је трошак рада, чак и када је сваки појединачни радник био слабо плаћен, представљао огроман трошак пословања. Продуктивност пословања била је везана највише за продуктивност рада. То је и данас је често случај; али у прошлости је било још више заступљено. У руковању индустријским и комерцијалним материјалима, ручно лопатање је касније замењено утоваривачима и ровокопачима.
С обзиром на централни значај и цену ручног рада у индустрији у касном 19. и раном 20. веку, „наука о лопатању“ је била нешто од великог интереса за развијаче научног менаџмента као што је Фредерик Винслоу Тејлор. Тејлор се, са својим фокусом на проучавање времена и покрета, заинтересовао за разликовање многих покрета ручног рада у далеко већем степену него што су други имали тенденцију да то чине. Менаџери нису заинтеросовани да то анализирају (вероватно мотивисани претпоставком да је ручни рад интелектуално једноставан рад), и да радници вероватно неће желети да их анализирају на било који начин који би охрабрио менаџмент да одузме прерогатив у занатском раду занатлије да одлучује о детаљима његових методама. Тејлор је схватио да пропуст да се анализира пракса лопатања представља пропуштену прилику да се открију или синтетишу најбоље праксе за лопатање, које би могле да постигну највећу продуктивност (вредност за потрошен долар). Управо су Тејлор и његове колеге у периоду од 1890-их до 1910-их у великој мери прошириле постојећу идеју о разноврсним дизајнима лопате са мерицама различитих величина, по једну за сваки материјал, на основу густине материјала. Под научним управљањем, више није било прихватљиво користити исту лопату за лопатање мрког угља једног дана и шљунка следећег. Тејлор је заговарао већи капитални трошак одржавања две лопате као више него самоисплатив кроз повећање продуктивности радника до којег би то довело, што би значило да се мање новца троши на плате за сваку обављену јединицу рада лопатом.

## Типови
| Слика | Назив (и синоними ако постоје)                                | Опис |
| ----- | ------------------------------------------------------------- | --- |
|       | лопата за угаљ                                                | Типично има широко, равно сечиво са стрмо окренутим странама, равно лице и кратку дршку у облику слова D. Током година, понекад су коришћене различите величине за различите врсте или степене угља.                                                                                    |
|       | лопата за снег                                                | Често има веома широко сечиво без бока које се савија нагоре причвршћено за кратку дршку са рукохватом у облику слова D. Доступни су различити стилови. Неки су дизајнирани углавном за гурање снега, други за подизање. Оштрица може бити метална или пластична.                       |
|       | лопата снежних санки кашика за снег лопата за санке           | велика и дубока направа налик на левак, опремљена ручком са широком улегнућем и дизајнирана да сакупи терет снега и гура га без подизања. |
|       | гурач снега                                                   | |
|       | житна лопата амбарска лопата                                  | Има велико, широко алуминијумско или пластично сечиво причвршћено за кратку дршку од тврдог дрвета са хватиштем у облику слова D. Направљена за померање великих количина растреситог лаког материјала. Рани модели су били у потпуности направљени од дрвета, обично од једног комада. |
|       | кашикаста лопата                                              | Лопата дуге дршке са малим, овалним, заобљеним, нагнутим сечивом на крају, која се користи за ископавање дубоких, уских рупа или вађење материјала са ниже коте, као из резервоара. Њено име проистиче из сличности са кашиком.                                                         |
|       | кроварска лопата                                              | Специјализовани алат за рад који је еволуирао коришћењем копачких и обичних вила за уклањање старе кровне шиндре и подлоге као део поправке крова. |
|       | четвртаста лопада                                             | Општа категорија лопате која укључује многе типове са углавном квадратним обрисом (уместо да је зашиљена као што су многе лопате). |
|       | скуп                                                          | Општа категорија лопата која укључује многе типове са углавном удубљеним или чашастим обликом, и обично прилично квадратном ивицом, прилагођених за прикупљање растреситог материјала.                                                                                                  |
|       | дренажни ашов стрелац рововска лопата лопата за копање ровова | Углавном дуга танка оштрица са израженим преврнутим бочним прирубницама. Користи се за копање ровова. |
|       | Алат за укопавање                                             | Мала и типично склопива лопата коју користе првенствено војници и ватрогасци; обично се може закључати под углом да би се користила за копање попут мотике, као у стварању противпожарних раздвајања.                                                                                   |

## Галерија
- Пластична лопата